# Dětský katedrální sbor
Dětský katedrální sbor při pražské katedrále sv. Víta, Václava a Vojtěcha v současné podobě vznikl v září 2012, i když tamní tradice dětského liturgického zpěvu sahá až do 13. století. Vede jej regenschori MgA. Josef Kšica spolu se sbormistryní Miloslavou Vítkovou. Zkoušky probíhají v Mladotově domě a od února 2015 rovněž v kostele sv. Vojtěcha v Praze-Dejvicích.